# The Great Khali
Dalip Singh Rana (sinh ngày 27 tháng 8 năm 1972) được biết đến cái tên The Great Khali. Anh là một đô vật, diễn viên người Ấn Độ đang làm việc cho WWE. Ông từng là WWE World heavyweight champions.
Ông đã ra mắt cùng với Daivari và có liên minh với Ranjin Singh và Jinder Mahal. Tuy nhiên, anh đã dành phần lớn sự nghiệp của mình như là một siêu sao đơn và năm 2007 ông trở thành vô địch hạng cân nặng thế giới.
Trước khi bắt tay vào sự nghiệp đấu vật chuyên nghiệp của mình, ông là một sĩ quan cảnh sát trong cảnh sát bang Punjab. Ông đã xuất hiện trong bốn bộ phim Hollywood, hai bộ phim Bollywood, và có khách mời trên các chương trình truyền hình.
Đòn thường dùng:
Punjabi Plunge / Khali Bomb
Vise Grip

## Tiểu sử
Singh được sinh ra tại bang Himachal Pradesh, Ấn Độ trong gia đình Jwala Ram (cha) và Tandi Devi (mẹ); ông là một trong bảy anh chị em. Mặc dù cha mẹ của mình là có tầm vóc bình thường, nhưng ông nội của ông của anh có chiều cao rất lớn.

## Các chức vô địch và danh hiệu
World Wrestling Entertainment
- World Heavyweight Championship (1 lần)